# Lokomotiv Skovshoved
Lokomotiv Skovshoved er et dansk kajakpolo-hold der har hjemsted i Skovshoved Roklub, som er placeret i Charlottenlund nord for København.
Lokomotiv Skovshoved spiller i danmarks bedste kajakpolorække. Holdet har vundet 8 nationale mesterskaber.
Holdet bliver trænet af cheftræner Michael Hallengren, som har underskrevet en kontrakt for sæsonerne 2020 og 2021.
Skovshoved er arrangører af det årlige stævne: "Skovshoved Canoepolo Open", som afholdes på deres hjemmebane, og som hvert år tiltrækker store klubber fra Europa.
Lokomotiv Skovshoved vandt senest det danske mesterskab i 2016, i landets bedste kajakpolorække: "Liga".
International succes har holdet også, idet de hvert år er med til "Deutschland Cup", i Essen. 
Holdet har vundet en guldmedalje til de nordiske mesterskaber.

## Skovshoved Dynamite
Skovshoved Dynamite er Skovshoved liga’s talent hold som i sæsonen 17/18 rykkede fra 1. Division op i landets bedte kajakpolorække “Liga”, hvor de spiller side om side med søster holdet “Lokomotiv Skovshoved”. Selvom holdet ikke har spillet mange år i den danske top-række, formåede de stadigvæk at spille sig op på en flot femte plads 2 år i træk i Danmarks Turneringen (2021)/(2022).

## Nuværende spillertrup (Lokomotiv Skovshoved)
Opdateret 25. april 2018
| Nr. | Land    | Position | Spiller                          |
| --- | ------- | -------- | -------------------------------- |
| 1   | Danmark |          | Jacob Steglich-Willert (Kaptajn) |
| 2   | Danmark |          | Jakob Soja                       |
| 3   | Danmark |          | Andreas Lund Christiansen        |
|     |         |          |                                  |
| 5   | Danmark |          | Christoffer Zwinge               |
| 7   | Danmark |          | Julius Werner Lohndorph          |
| 8   | Danmark |          | Rasmus Vitacius Nielsen          |
|     |         |          |                                  |